# Protochauliodes bullocki
Protochauliodes bullocki är en insektsart som beskrevs av Oliver S. Flint Jr. 1973. Protochauliodes bullocki ingår i släktet Protochauliodes och familjen Corydalidae. Inga underarter finns listade i Catalogue of Life.